# Villaggio incantato
Villaggio incantato (Enchanted Village) è un racconto di fantascienza di A. E. van Vogt 
pubblicato per la prima volta sulla rivista statunitense Other Worlds Science Stories nel numero di luglio del 1950. Da allora questo racconto è stato ristampato in oltre venti raccolte o antologie e tradotto in molte lingue.

## Trama
Il protagonista del racconto è il capitano Bill Jenner che comanda una missione spaziale volta alla conquista di Marte. L'astronave, però, appena entrata nell'atmosfera marziana precipita, lasciando in vita il solo Jenner che si trova così senza equipaggio, senza mezzi e provviste, e molto lontano dal punto previsto per l'atterraggio. Benché sia una scelta disperata, Jenner decide di mettersi in marcia e raggiungere a piedi l'originaria destinazione. Quando è oramai al limite della sopravvivenza, scopre uno strano villaggio.  